# Numero ipercomplesso
In matematica i numeri ipercomplessi sono un'estensione dei numeri complessi costruiti usando l'algebra astratta sui quaternioni, ottetti e i sedenioni.

## Costruzione di Cayley-Dickson
Mentre nei numeri complessi un punto viene definito in un piano bidimensionale, i numeri ipercomplessi generati dalla costruzione di Cayley-Dickson
definiscono un punto in uno spazio a n dimensioni euclideo. Più precisamente, formano uno spazio finito-dimensionale sopra l'algebra dei numeri reali.
Appartengono a questa famiglia i quaternioni, gli ottetti (o ottonioni) e i sedenioni, che definiscono spazi rispettivamente a quattro, otto e sedici dimensioni.  Nessuna di queste estensioni forma un campo, essenzialmente perché il campo dei numeri complessi è un campo algebricamente chiuso:
- i quaternioni sono un corpo sghembo;
- gli ottetti sono un quasi-corpo non associativo.

## Algebre di Clifford
L'algebra di Clifford è un'altra famiglia di numeri ipercomplessi. È interessante osservare che le algebre di Clifford sono sempre associative, al contrario delle algebre che scaturiscono dalla costruzione di Cayley-Dickson.